# Kathedrale von Portsmouth (anglikanisch)

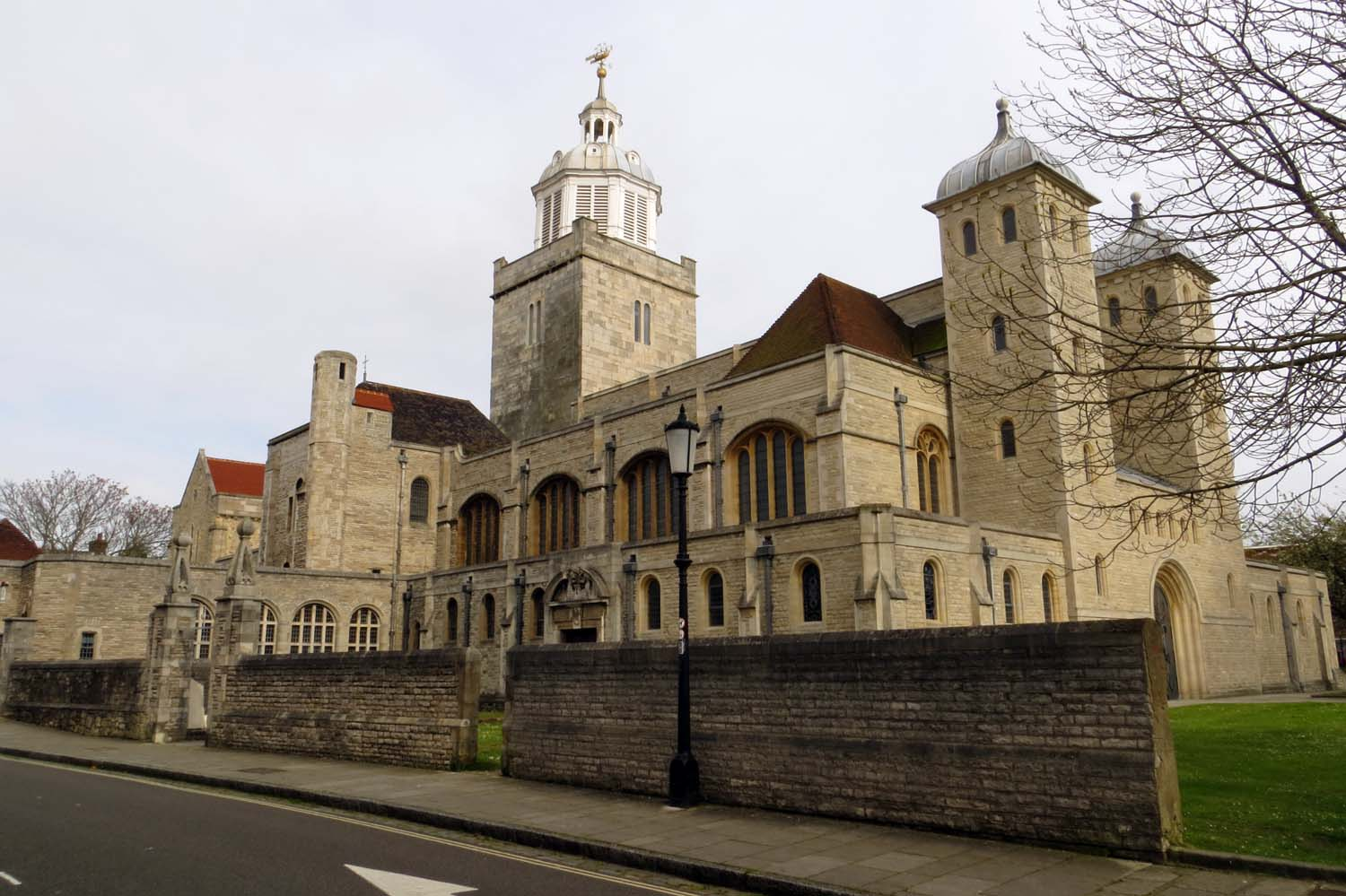
Kathedrale von Portsmouth

Die Kathedrale von Portsmouth (englisch Cathedral Church of St Thomas of Canterbury, Portsmouth) ist die anglikanische Kathedrale der Stadt Portsmouth und ist dem heiligen Thomas von Canterbury geweiht. Sie liegt in Old Portsmouth und ist Sitz des Bischofs von Portsmouth. In Portsmouth gibt es eine weitere Kathedrale, die römisch-katholische Kathedralkirche von Johannes dem Evangelisten, die ebenfalls häufig als Portsmouth Cathedral bezeichnet wird.

## Geschichte
Um das Jahr 1180 überließ der wohlhabende normannische Kaufmann und Gutsherr von Titchfield Jean de Gisors den Augustiner-Chorherren der Abtei Southwick ein Grundstück, so dass sie darauf eine Kapelle errichten konnten. Diese Kapelle wurde im 14. Jahrhundert zur Pfarrkirche und im 20. Jahrhundert zur Kathedrale erhoben. Von diesem Originalgebäude sind immer noch der Altarraum und das Querschiff erhalten geblieben. Zwischen 1683 und 1693 wurde der alte Turm und das Kirchenschiff abgerissen und durch ein neues Hauptschiff, Seitenschiffe und einen neuen Turm ersetzt.
Zwischen 1902 und 1904 war die Kirche geschlossen, um notwendige Restaurierungsarbeiten durchführen zu können. 1927 entstand die Diözese Portsmouth. 1932 veröffentlichte Sir Charles Nicholson Entwürfe zur Vergrößerung der Kirche. Diese Pläne konnten jedoch nie verwirklicht werden. 1991 wurde die Kathedrale schließlich fertiggestellt, wobei das Gebäude allerdings wesentlich kleiner als geplant ausfiel.

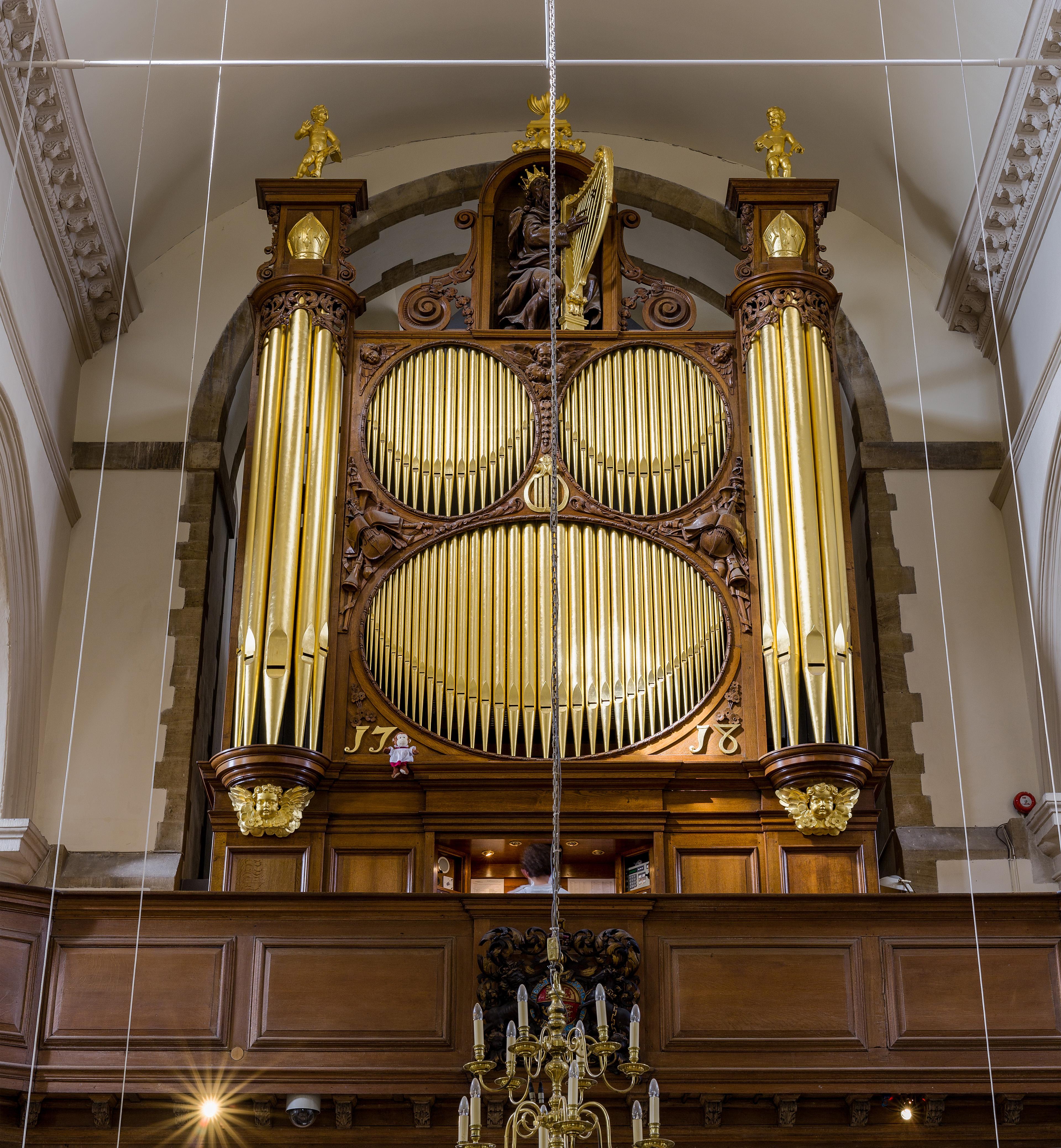
Blick auf die Orgel

## Orgel
Die Orgel wurde 1994 von den Orgelbauern Nicholson & Co. (Malvern) in der Kathedrale aufgestellt. Das Pfeifenmaterial stammt aus einem Instrument, welches von dem Orgelbauer John Nicholson im Jahre 1861 für die Kathedrale von Manchester erbaut worden war, das aber bereits 1874 in der Holy-Trinity-Kirche in Bolton aufgestellt wurde. In Portsmouth wurde es in dem vorhandenen Orgelgehäuse aus dem Jahre 1718 eingebaut.
2001 wurde dann auf der Westempore eine Orgel errichtet, um das Kirchenschiff zu beschallen. 2017 wurde über dem Haupteingang das Register „Trompete de Maris“, ein Hochdruckregister (Fanfaren) eingebaut.
Das Instrument hat 60 Register auf vier Manualen und Pedal. Die Trakturen sind elektrisch.
| I Choir-Solo C–a3 |    |
| Stopped Diapason  | 8′ |
| Clarabella        | 8′ |
| Dulciana          | 8′ |
| Viol di Gamba     | 8′ |
| Voix Celeste      | 8′ |
| Gamba Octave      | 4′ |
| Stopped Flute     | 4′ |
| Piccolo           | 2′ |
| Clarinet          | 8′ |
| Solo Flute        | 4′ |
| Solo Ophicleide   | 8′ |
| Tremulant         |    |

| II Great C–a3       |        |
| Bourdon             | 16′    |
| Large Open Diapason | 8′     |
| Small Open Diapason | 8′     |
| Stopped Diapason    | 8′     |
| Gamba               | 8′     |
| Principal           | 4′     |
| Gemshorn            | 4′     |
| Stopped Flute       | 4′     |
| Harmonic Flute      | 4′     |
| Twelfth             | 2 ⁄3′  |
| Fifteenth           | 2′     |
| Tierce              | 1 3⁄5′ |
| Larigot             | 1 ⁄3′  |
| Full Mixture III    |        |
| Mixture II          |        |
| Trumpet             | 8′     |
| Clarion             | 4′     |
| Tremulant           |        |

| III West Great C–a3 |    |
| Open Diapason       | 8′ |
| Stopped Diapason    | 8′ |
| Principal           | 4′ |
| Stopped Flute       | 4′ |
| Fifteenth           | 2′ |
| Mixture IV          |    |
| Trumpet             | 8′ |
| Clarion             | 4′ |
| Cymbelstern         |    |

| IV Swell C–a3    |     |
| Bourdon          | 16′ |
| Open Diapason    | 8′  |
| Stopped Diapason | 8′  |
| Gamba            | 8′  |
| Celeste          | 8′  |
| Gemshorn         | 4′  |
| Flute            | 4′  |
| Fifteenth        | 2′  |
| Sesquialtera III |     |
| Double Trumpet   | 16′ |
| Cornopean        | 8′  |
| Oboe             | 8′  |
| Clarion          | 4′  |
| Tremulant        |     |

| Pedal C–f1 |     |
| Subbass    | 32′ |
| Open Wood  | 16′ |
| Violone    | 16′ |
| Bourdon    | 16′ |
| Principal  | 8′  |
| Bass Flute | 8′  |
| Fifteenth  | 4′  |
| Flute      | 4′  |
| Bombarde   | 32′ |
| Trombone   | 16′ |